# Шеле (Па-де-Кале)
Шеле (фр. Chelers) — коммуна во Франции, входит в регион О-де-Франс, департамент Па-де-Кале, округ Аррас, кантон Авен-ле-Конт.

## География
Расположена в 12,5 км по автодорогам к северу от города Авен-ле-Конт и в 25 км по автодорогам к северо-западу от города Аррас.
Граничит с коммунами Байёль-о-Корнай, Маньикур-ан-Конт, Фревиллер, Бетонсар, Виллер-Брюлен и Тенк.
Состоит из основной части застройки и небольших деревень Эрлен-ле-Вер и Тирле. В северо-западной части коммуны расположены 4 ветрогенератора.

## История
Впервые упоминается около 1090 года в форме Celest.
С 1793 по 1801 годы коммуна входила в состав кантона Монши-ле-Бретон района Сен-Поль департамента Па-де-Кале.
Затем до 2015 года коммуна входила в состав кантона Обиньи (Обиньи-ан-Артуа) округа Сен-Поль (с 1926 года — округа Аррас).
По переписи 1861 года в коммуне проживало 414 человек (210 мужчин, 204 женщины) в 103 домохозяйствах в 92 жилых домах. Также было одно строящееся, одно частично необитаемое жилое здание и 4 необитаемых. Из 97 жилых домов 6 были двухэтажными, остальные — одноэтажными. По числу членов семей было 11 одиночек, 16 домохозяйств из двух членов, 15 — из трёх, 20 — из четырёх, 19 — из пяти членов, 7 — из шести, 15 — из семи и более членов. Все они были французами (из них 1 мужчина приехал из другого департамента) и католиками. Из 210 мужчин было 119 холостых, 81 женатый и 10 вдовцов, из 204 женщин — 101 холостая, 84 замужних и 19 вдов.
По профессии было:
- в сельскохозяйственном секторе: 51 собственник, обрабатывающий свои земли, с 65 работниками, членами семьи и прислуживающими, 27 арендаторов с 47 работниками, членами семьи и прислуживающими и 58 подёнщиков с 75 членами семьи (всего 323 человека);
- в сфере промышленности и ремёсел: 6 столяров и плотников с 3 членами семьи, 1 портной с 1 членом семьи, 1 швея с 2 членами семьи, 1 сапожник, 4 мельника с 7 членами семьи, 2 булочника с 2 членами семьи, 5 работников общепита с 2 членами семьи, 4 каретника с 7 членами семьи (всего 48 человек);
- в сфере торговли: 3 бакалейщика с 2 членами семьи, 5 торговцев свежими продуктами питания с 8 членами семьи и 1 торговка табаком (всего 19 человек);
- люди свободных профессий: 1 повитуха, 2 работника образования и 2 охранника с 5 членами семьи (всего 10 человек);
- клир: 1 священнослужитель с 1 прислуживающим (всего 2 человека);
- люди без профессии: 5 сдающих имущество в аренду, 4 рантье и 1 пенсионер (всего 10 человек).

По переписи 1866 года в коммуне проживал 441 человек (224 мужчины, 217 женщин) в 113 домохозяйствах в 92 жилых домах; 87 домов имели один этаж и 5 — два этажа, также был один строящийся дом. Из 441 человека 151 был неграмотным, 42 умели только читать, 248 — читать и писать.
| Мужчин | Возраст | Женщин |
| ------ | ------- | ------ |
| 1      | 85—89   | 0      |
| 1      | 80—84   | 2      |
| 6      | 75—79   | 8      |
| 4      | 70—74   | 13     |
| 4      | 65—69   | 10     |
| 6      | 60—64   | 9      |
| 12     | 55—59   | 3      |
| 12     | 50—54   | 12     |
| 12     | 45—49   | 14     |
| 20     | 40—44   | 24     |
| 16     | 35—39   | 12     |
| 10     | 30—34   | 10     |
| 8      | 25—29   | 17     |
| 9      | 20—24   | 11     |
| 20     | 15—19   | 16     |
| 24     | 10—14   | 19     |
| 24     | 5—9     | 22     |
| 34     | 0—4     | 16     |

По переписи 1891 года 387 жителей коммуны (202 мужчины, 185 женщин) распределялись по профессиям так:
- в сельскохозяйственном секторе: 3 собственника, обрабатывающих свои земли, с 3 работниками и 4 членами семьи, 46 арендаторов с 46 работниками и 189 членами семьи и 1 дровосек или угольщик (всего 292 человека);
- в промышленности и ремёслах: 2 работника по металлу с 9 членами семьи, 1 кожевник, 1 работник по дереву с 2 помощниками и 9 членами семьи, 5 строителей с 2 помощниками и 9 членами семьи, 5 швей с 1 помощником и 3 членами семьи и 1 работница пищевой промышленности с 6 членами семьи (всего 56 человек);
- в торговле: 3 торговца продуктами питания с 6 членами семьи (всего 9 человек);
- в силовых структурах: 2 полицейских с 4 членами семьи (всего 6 человек);
- в администрации: 2 государственных служащих с 9 членами семьи (всего 11 человек);
- люди свободных профессий: 1 католический священник с 1 членом семьи и 1 работник образования с 2 членами семьи (всего 5 человек);
- люди с другими источниками дохода: 1 рабочий у собственника с 2 членами семьи, 3 слуги и 2 пенсионера или рантье (всего 8 человек).

## Достопримечательности и инфраструктура
- Католическая церковь святого Мартина, построенная в XVIII веке, с памятником павшим;
- Нишевая часовня в деревне Эрлен-ле-Вер;
- Дворец Шеле постройки XVIII века;
- Мэрия;
- Общественный центр и бывшая школа;
- Кладбище солдат, павших в Первой мировой войне.

## Экономика[7]
Средний располагаемый доход на единицу потребления в 2021 году составлял 24050 евро. Уровень безработицы в 2018 году — 9,8 % (в 2013 году — 7,9 %, в 2008 году — 6,6 %). Из 158 жителей в возрасте от 15 до 64 лет — 70,3 % работающих, 7,6 % безработных, 10,1 % учащихся, 3,8 % пенсионеров и предпенсионеров и 8,2 % других неактивных.
Из 111 работающих 15 работали в своей коммуне, 96 — в другой. 87,4 % работающих добирались на работу на автомобиле, 8,1 % — наоборот, работали из дома.
Структура предприятий (всего 17) и рабочих мест (всего 9) в коммуне по состоянию на 31 декабря 2015 года:
- сельское хозяйство — 34,6 %
- промышленность — 0,0 %
- строительство — 19,2 %
- торговля, транспорт и сфера услуг — 7,7 %
  - в том числе торговля и ремонт автомобилей — 0,0 %
- государственные и муниципальные службы — 38,5 %

В этот период в сельском хозяйстве было одно микропредприятие с одним наёмным работником и 7 учреждений без наёмных работников. В сфере услуг, торговли и транспорта имелось два учреждения без наёмных работников (из них ни одного — в сфере торговли и ремонта автомобилей). В сфере государственных и муниципальных служб было три учреждения в сумме с 5 наёмными работниками и два учреждения без наёмных работников. Также имелось одно предприятие с 3 наёмными работниками и одно учреждение без наёмных работников в строительстве.
В 2018 году в коммуне работал 21 человек. По состоянию на конец 2021 года, кроме индивидуальных предпринимателей, имелось одно микропредприятие с одним наёмным работником в строительстве, а также два учреждения в сумме с 7 наёмными работниками в сфере государственных и муниципальных служб. Крупных предприятий в коммуне нет.

## Политика
Пост мэра с 2008 года занимает Раймон Вашё (Raymond Wacheux, Союз за народное движение). В муниципальный совет входит 11 депутатов, включая мэра. В 2020 году они были выбраны в первом туре безальтернативно.

## Демография[7]
| Год  | Численность | Численность   |
| ---- | ----------- | ------------- |
| 1793 | 354         | [ 12 ]        |
| 1800 | 265         | [ 12 ]        |
| 1806 | 343         | [ 12 ]        |
| 1821 | 369         | [ 12 ]        |
| 1831 | 383         | [ 12 ]        |
| 1836 | 337         | [ 12 ]        |
| 1841 | 377         | [ 12 ]        |
| 1846 | 360         | [ 12 ]        |
| 1851 | 374         | [ 12 ]        |
| 1856 | 373         | [ 12 ]        |
| 1861 | 414         | [ 12 ]        |
| 1866 | 441         | [ 12 ]        |
| 1872 | 431         | [ 12 ]        |
| 1876 | 429         | [ 12 ]        |
| 1881 | 393         | [ 12 ]        |
| 1886 | 397         | [ 12 ]        |
| 1891 | 385         | [ 12 ]        |
| 1896 | 398         | [ 12 ]        |
| 1901 | 389         | [ 12 ]        |
| 1906 | 372         | [ 12 ]        |
| 1911 | 352         | [ 12 ]        |
| 1921 | 318         | [ 12 ]        |
| 1926 | 322         | [ 12 ]        |
| 1931 | 315         | [ 12 ]        |
| 1936 | 331         | [ 12 ]        |
| 1946 | 322         | [ 12 ]        |
| 1954 | 307         | [ 12 ]        |
| 1962 | 320         | [ 12 ]        |
| 1968 | 301         | [ 12 ]        |
| 1975 | 284         | [ 12 ]        |
| 1982 | 286         | [ 12 ]        |
| 1990 | 260         | [ 12 ]        |
| 1999 | 258         | [ 12 ]        |
| 2006 | 279         | [ 13 ]        |
| 2007 | 282         | [ 14 ]        |
| 2008 | 285         | [ 15 ]        |
| 2009 | 283         | [ 16 ]        |
| 2010 | 291         | [ 17 ]        |
| 2011 | 285         | [ 18 ]        |
| 2012 | 279         | [ 19 ]        |
| 2013 | 273         |               |
| 2014 | 272         | [ 20 ]        |
| 2015 | 274         | [ 21 ] [ 22 ] |
| 2017 | 259         | [ 23 ]        |
| 2018 | 251         | [ 24 ]        |
| 2019 | 249         | [ 25 ]        |
| 2020 | 245         | [ 26 ]        |
| 2021 | 240         | [ 27 ]        |
| 2022 | 244         | [ 28 ]        |

По переписи 2018 года в коммуне проживал 251 человек (116 мужчин и 135 женщин), 48,8 % из 205 человек в возрасте от 15 лет состояли в браке, 25,9 % никогда не состояли в браке или сожительстве.
| Мужчин | Возраст | Женщин |
| ------ | ------- | ------ |
| 1      | 90+     | 3      |
| 6      | 75—89   | 14     |
| 14     | 60—74   | 21     |
| 31     | 45—59   | 29     |
| 29     | 30—44   | 18     |
| 17     | 15—29   | 22     |
| 18     | 0—14    | 28     |

С 2013 по 2018 год средняя ежегодная убыль населения составляла 1,7 % (естественный прирост — 0,2 %, миграционная убыль — 1,8 %). Средний уровень рождаемости составлял 9,1 ‰, а уровень смертности — 7,6 ‰.
В коммуне было 115 частных домов, из них 102 основных (первых) дома, 2 запасных и 11 пустующих. На каждый основной дом приходилось в среднем 2,46 человек.
Из 102 первых домов 86 находились в собственности и 16 арендовались.
Из первых домов 19 были построены до 1919 года, 19 — между 1919 и 1945 годами, 21 — между 1946 и 1970 годами, 16 — между 1971 и 1990 годами, 19 — между 1991 и 2005 годами, 8 между 2006 и 2015 годами. Среднее количество комнат в первых домах — 5,0. 63 первых дома имели отопление, в том числе 18 — электрическое.
Из 102 домохозяйств 88 имели автомобили, в том числе 37 — один автомобиль, 51 — два или более автомобиля.
Количество учащихся составляло 62 человека. Из 183 закончивших обучение 29,5 % не имели образования или окончили начальную школу, 5,5 % окончили коллеж, 27,9 % имели среднее или среднее профессиональное образование, 13,1 % окончили лицей и 24,0 % имели высшее или незаконченное высшее образование. Ближайшие детские сады и начальные школы находятся в соседних коммунах.